# Males terres
Males terres (original en anglès Badlands) és una pel·lícula dramàtica neo-noir estatunidenca del 1974 que retrata un assassinat real, escrita, produïda i dirigida per Terrence Malick, amb la que va debutar com a director. Protagonitzada per Martin Sheen, Sissy Spacek, Warren Oates i Ramon Bieri, la història, tot i que de ficció, es basa fonamentalment en l'assassí itinerant Charles Starkweather i la seva xicota, Caril Ann Fugate, el 1958, tot i que aquesta base era no fou reconeguda quan es va estrenar la pel·lícula. Com moltes de les pel·lícules de Malick, Males terres destaca per la seva fotografia lírica i la seva música, que inclou peces de Carl Orff. La pel·lícula va suposar el debut a la pantalla dels fills de Sheen, Charlie Sheen i Emilio Estevez, com a extres sense acreditar.
Males terres sol ser citat per la crítica de cinema com una de les pel·lícules considerades les millors de tots els temps. El 1993, quatre anys després de la creació del National Film Registry dels Estats Units, va ser seleccionada per a la conservació per la Biblioteca del Congrés dels Estats Units per ser "culturalment, històricament o estèticament significativa". Ha estat doblada al català.

## Argument
El 1959 a Dakota del Sud, Holly Sargis, una adolescent de 15 anys, viu a una ciutat sense sortida anomenada Fort Dupree amb el seu pare, pintor de signes, tot i que la seva relació s'ha restringit des que la seva mare va morir de pneumònia alguns anys abans. Un dia Holly es troba amb un deixaller de 25 anys anomenat Kit Carruthers. Kit és un jove amb problemes i veterà de la guerra de Corea, que s'assembla a James Dean, un actor que admira Holly. Kit encantarà Holly, i ella s'enamora ràpidament d'ell. A mesura que Holly s'enamora més de Kit, les seves tendències violentes i antisocials comencen a revelar-se lentament.
El pare de Holly desaprova la relació de Holly i Kit i dispara al seu gos com a càstig per passar temps amb ell. Kit després arriba a casa de Holly i dispara al seu pare. La parella simula un suïcidi cremant la casa i fugen plegats cap a les Badlands de Montana. Kit i Holly construeixen una casa de fusta en una zona remota i hi viuen feliçment durant un temps, pescant i robant pollastres per menjar, però finalment són descoberts per caçadors de recompenses. Kit dispara i mata els tres caçadors de recompenses i la parella fuig. Després busquen refugi amb Cato, l'amic de Kit, però quan Cato intenta enganyar-los i anar a buscar ajuda, Kit el mata, i també a una parella d'adolescents que arriben a visitar Cato poc després.
Les forces de l'ordre posen en recerca i captura Kit i Holly a tot el Midwest. S'aturen a la mansió d'un home ric i agafen subministraments, roba i el seu Cadillac, però salven la vida de l'home i de la seva criada. Quan els fugitius es dirigeixen a Montana cap a Saskatchewan, la policia els troba i els persegueix.
Holly, que està cansada de la vida a la fuga i de la seva relació amb Kit, es nega a anar amb ell i es gira contra ell. Kit condueix la policia a la persecució d'un cotxe, però aviat és atrapat i gaudeix de l'atenció que rep de la policia i periodistes. La multitud es relaciona amb Kit mentre espera el seu tancament, fent-li preguntes i fent bromes. Kit després és jutjat, condemnat i executat pels seus delictes, mentre que Holly rep la llibertat condicional i es casa amb el fill del seu advocat defensor.

## Repartiment
- Martin Sheen - Kit Carruthers
- Sissy Spacek - Holly Sargis
- Warren Oates - Pare
- Ramon Bieri - Cato
- Alan Vint - Ajudant
- Gary Littlejohn - Xerif
- John Carter - Home ric
- Bryan Montgomery - Noi
- Gail Threlkeld - Noia
- Charley Fitzpatrick - Clerk
- Howard Ragsdale - Patró
- John Womack, Jr. - Soldat
- Dona Baldwin - Minyona
- Ben Bravo - Gasoliner

A més, hi ha aparicions sense acreditar del director Malick com l'home de la porta de l'home ric, i dels fills de Martin Sheen, Charlie Sheen i Emilio Estevez com els dos nois asseguts sota un fanal fora de casa de Holly.

## Producció
Malick, un protegit d'Arthur Penn (a qui va agrair en els crèdits finals de la pel·lícula), va començar a treballar a Males terres després del seu segon any assistint a l'American Film Institute. El 1970, Malick, de 27 anys, va començar a treballar al guió durant un viatge per carretera. "Vaig escriure i, al mateix temps, desenvolupar una mena de kit de vendes amb diapositives i cinta de vídeo d'actors, tot amb l'objectiu de presentar als inversors una cosa que semblaria disposada a rodar", va dir Malick. "Vaig escriure i, al mateix temps, desenvolupar una mena de kit de vendes amb diapositives i cinta de vídeo d'actors, tot amb l'objectiu de presentar als inversors una cosa que semblaria preparada per rodar", va dir Malick. "Per a la meva sorpresa, no li van prestar massa atenció; van invertir en fe. Vaig recaptar prop de la meitat dels diners i el productor executiu Edward Pressman l'altra meitat". Malick va pagar 25.000 dòlars de la seva pròpia butxaca. La resta de la seva part va ser recaptada per professionals com ara metges i dentistes. Badlands va ser el primer llargmetratge que Malick havia escrit per ell mateix per a dirigir-lo.
La fotografia principal va tenir lloc a Colorado, a partir del juliol de 1972, amb una tripulació no sindicada i un pressupost baix de 300.000 dòlars (excepte alguns ajornaments a laboratoris de cinema i actors). La pel·lícula tenia una història de producció una mica problemàtica; diversos membres de la tripulació van xocar amb Malick, i un altre va resultar greument ferit quan es va produir una explosió mentre filmava l'escena del foc. La Frank G. Bloom House a Trinidad es va utilitzar per a la casa de l'home ric. El començament del guió es va filmar principalment a les ciutats del sud-est de La Junta i Las Animas, inclosa l'escena en la qual Holly es trobava a la Columbian Elementary School. Els crèdits de tancament agraeixen la gent del comtat d'Otero, Colorado, "per la seva ajuda i cooperació".
La pel·lícula va ser editada originalment per Robert Estrin. Tot i això, quan Malick va veure que Estrin retallava la pel·lícula, no li va agradar i va treure Estrin de la producció. El mateix Malick i Billy Weber després retallaren la pel·lícula. Estrin continua sent acreditat com a únic editor, però Weber és acreditat com a editor associat. Tant Weber com el dissenyador artístic Jack Fisk van treballar en posteriors treballs de Malick fins 2016 (L'arbre de la vida, To the Wonder, Knight of Cups).
Tot i que Malick va parar molta atenció als detalls del període, no va voler que atabalés la imatge. "Vaig intentar mantenir els anys cinquanta al mínim", va dir. "La nostàlgia és un sentiment potent; pot ofegar qualsevol cosa. Volia que la imatge es configurés com un conte de fades, fora del temps." Malick, en una conferència de premsa coincidint amb el festival de debut de la pel·lícula, va anomenar Kit "tan desensibilitzat. que [ell] pot considerar la pistola amb la que dispara les persones com una espècie de vareta màgica que elimina petites molèsties." Malick també va assenyalar que "Kit i Holly fins i tot pensen que ells mateixos viuen en un conte de fades", i considerava que era molt apropiat ja que "sovint els llibres per a nens com l'illa del tresor estaven plens de violència". També esperava que un to de "conte de fades" tragués una mica de la nitidesa de la violència, però encara manté la seva qualitat de somni."
Warner Brothers finalment va comprar i distribuir la pel·lícula completa per un import inferior a un milió de dòlars. Inicialment, Warners va previsualitzar la pel·lícula amb una sessió doble amb la comèdia de Mel Brooks Selles de muntar calentes, però la resposta de l'audiència fou molt negativa i va obligar a l'equip de producció a reservar la pel·lícula a algunes altres sales, en llocs com Little Rock (Arkansas), per demostrar que la pel·lícula podria guanyar diners.

## Banda sonora i música
La pel·lícula fa un ús repetit de les composicions breus Gassenhauer de Carl Orff i Schulwerk de Gunild Keetman, i també altres cançons de Nat King Cole, Erik Satie i James Taylor.

## Recepció
Badlands va ser el llargmetratge de tancament del Festival de Cinema de Nova York de 1973, i es va informar que "fins i tot va eclipsar Mean Streets de Martin Scorsese." Vincent Canby, que va veure la pel·lícula en el debut del festival, la va considerar "fresca, de vegades brillant, sempre feroçment pel·lícula americana "; segons Canby, "Sheen i Miss Spacek són esplèndids com els nens autoabsorbits, cruels, possiblement psicòtics del nostre temps, com ho són els membres del repartiment de suport, inclòs Warren Oates com el pare de Holly. Es pot debatre legítimament la validesa de la visió de Malick, però no, crec, el seu immens talent. Badlands és la pel·lícula més important i emocionant". L'abril de 1974, Jay Cocks va escriure que la pel·lícula "podria ser considerada menys com una peça de companyia per a Bonnie i Clyde que com unaa elaboració i resposta. No és llunyana i amb molt d'esperit. Tota la seva comèdia té una ironia gelada i la seva violència, en lloc de ser brutalment ballètica, s'executa amb un ritme sec i inoblidable." Segons el productor executiu Edward Pressman, a part de la de Canby del New York Times, la majoria de les revisions inicials de la pel·lícula van ser negatives, però la seva reputació amb els crítics va millorar al llarg del temps. David Thomson per contra, va informar que l'obra era "de comú acord […] un dels primers llargmetratges més notables realitzats a Amèrica."
Dave Kehr va escriure anys més tard per a The Chicago Reader: "El primer llargmetratge de Malick del 1973 és una pel·lícula tan rica en idees que gairebé no sap cap a on gira. Els temes transcendents de l'amor i la mort es fonen amb una sensibilitat de cultura pop i es juguen en un fons de miigwestern, que és impressionant tant en la seva extensió com en la seva banalitat." Spacek va dir més tard que Badlands va canviar tota la manera de pensar del cinema. "Després de treballar amb Terry Malick, em va semblar que" l'artista mana. No importa res més". La meva carrera hauria estat molt diferent si no hagués tingut aquesta experiència". El 2003 Bill Paxton va dir: "Tenia un lirisme que les pel·lícules només tenen de tant en tant, moments de naturalesa transcendental ... Heu vist aquest tipus de moments en altres pel·lícules; realment són difícils de tirar endavant, i normalment, surten com a pretensió. [Malick] va saber posar els seus personatges contra el paisatge. Hi ha aquesta meravellosa seqüència en què la parella ha estat tallada al marge de la civilització. Carretera, a través de les Badlands. Sentiu a Sissy narrar diverses històries, i ella parla de visitar llocs molt llunyans, hi ha aquesta estranya peça de música clàssica [una orquestració etèria de la Trois Morceaux en forme de Poire d'Erik Satie i un rodatge molt lent. Veu alguna cosa a la distància –crec que és un tren en moviment– i sembla un tret d'una caravana àrab que es mou pel desert. Són moments que no tenen res a veure amb la història i, tot i això, tenen a veure. No estan orientats a la trama, però sí tenen a veure amb l'enyorança o els somnis d'aquests personatges. I són el tipus de moments que mai oblideu, un cert tipus de lirisme que solament atrau alguna part profunda de vosaltres i a la que us endueu."
La pel·lícula té una qualificació del 98% "Certified Fresh" a Rotten Tomatoes i una puntuació mitjana de 8,89/10 basada en les ressenyes de 53 crítics, amb el consens general "El debut de Terrence Malick és una peça magistral del cinema nord-americà, amb una excel·lent història. poesia visual i actuacions mesurades que caracteritzarien la seva obra". A Metacritic, la pel·lícula té una puntuació ponderada de 93/100 basada en 19 ressenyes, indicant "Aclamació universal ". Variety va afirmar que la pel·lícula va ser un debut "impressionant". Roger Ebert la va afegir a la seva llista "Grans pel·lícules" el 2011.
Martin Sheen va comentar el 1999 que Badlands "encara és" el millor guió que mai ha llegit. Va escriure: "Era fascinant. Et desarmava. Era una peça d'època, però de tots els temps. Era extremadament americà, capturava l'esperit de la gent, de la cultura, d'una manera que s'identificava immediatament."